# Торгово-промислова палата Ізраїль-Україна
Торго́во-промисло́ва пала́та Ізра́їль-Украї́на (ТПП Ізраїль-Україна, івр. לשכת המסחר והתעשייה ישראל-אוקראינה,
англ. Chamber of Commerce and Industry Israel-Ukraine, рос. Торгово-промышленная палата Израиль-Украина) — ізраїльська некомерційна організація, яка діє відповідно з ізраїльським законодавством, і ставить собі за мету розвиток двосторонніх відносин між Ізраїлем і Україною, зокрема шляхом підтримки та розвитку громадської дипломатії Держави Ізраїль в світі.

## Обов'язкова інформація
Засновники Палати (реорганізованої в 2019 році):
- Глава наглядової ради — Євгеній Шульгін;
- Генеральний директор — Влад Черкаський.

Штаб-квартира організації розташована в Тель-Авіві, Ізраїль.

## Цілі
Торгово-промислова палата Ізраїль-Україна своєю діяльністю ставить собі за мету:
- Зміцнення торгівельних, наукових, технологічних і культурних зв'язків між Державою Ізраїль і Україною;
- Розвиток торгово-економічних відносин між двома країнами, в тому числі в галузях торгівлі, інвестицій, промисловості, зв'язку, туризму та в інших сферах;
- Інформування бізнес-спільноти в Ізраїлі про потенціал економічного співробітництва з Україною і, відповідно, бізнес-спільноти в Україні про потенціал торгово-економічного співробітництва з Державою Ізраїль;
- Заохочення і підтримка на обопільній основі (як в Ізраїлі, так і в Україні) будь-якої дії, підприємства і/або установи, ізраїльської або української, яка сприяє розвитку торгово-економічного співробітництва між країнами;
- Надання інформації та сприяння всім зацікавленим у розвитку торгово-економічних відносин між Ізраїлем і Україною;
- Надання допомоги членам Палати в контактах з урядом Ізраїлю, посольствами, дипломатичними і торговими місіями, фінансовими і державними інститутами як в Ізраїлі, так і в Україні;
- Підтримка співпраці у всіх галузях між Ізраїлем і Україною;
- Сприяння просуванню публічної дипломатії Держави Ізраїль.

## Історія та сучасність
Вперше Торгово-промислова палата Ізраїль-Україна була заснована в 1994 році та функціонувала без перерв до 2009 року. 
У 2017 році Палата відновила свою діяльність і була повністю реорганізована в 2019 році. 
У теперішній час (2020) ТПП є комплексною платформою для білатеральних відносин між Ізраїлем і Україною. В рамках своєї діяльності Палата виступає організатором і партнером численних заходів, що стосуються двосторонніх відносин між Ізраїлем і Україною, в тому числі торгово-економічних самітів і конференцій, круглих столів, семінарів, урядових та бізнесових делегацій. Так, Палата була організатором першого в історії ізраїльсько-українського муніципального саміту The Israeli-Ukrainian Mini Summit, який відбувся в Тель-Авіві (2019).
У травні 2019 року делегація ТПП Ізраїль-Україна відвідала Україну з офіційним візитом, метою якого був розвиток взаємодії на рівні місцевого самоврядування, а також налагодження зв'язку з бізнес-спільнотою в різних регіонах України. Під час візиту були проведені «круглі столи» з представниками бізнесу, а також були підписані меморандуми про співпрацю з рядом українських муніципалітетів.

## Діяльність
Палата об'єднує фахівців в широкому сенсі і широких напрямків (компанії, експерти, фінансові інститути та інші учасники економічних процесів двох країн) та надає консультативну підтримку урядовим організаціям в Україні. Серед напрямків діяльності та досягнень ТПП на теперішній час (2020): 
- Комплексна платформа для білатеральної співпраці між Ізраїлем і Україною;
- Робота з громадською думкою як в Ізраїлі, так і в Україні;
- Нетворкінг, що дозволяє оптимізувати торгово-економічне співробітництво;
- Участь в конференціях, семінарах, круглих столах та інших заходах Палати;
- Синергія приватного і державного секторів, сприяння в знаходженні рішень і підтримка на всіх рівнях;
- Ексклюзивний доступ до великої бази даних українських та ізраїльських компаній і організацій;
- Система підтримки членів Палати в різних регіонах України.